# The Sims 3: Nie z tego świata
The Sims 3: Nie z tego świata (ang. The Sims 3: Supernatural) – siódmy dodatek do gry komputerowej The Sims 3 przeznaczony na platformy Windows oraz Macintosh. Dodatek koncentruje się na magii i nadprzyrodzonych istotach. Premiera dodatku odbyła się 4 września 2012.